# Lew Wallace
Lewis Wallace, Lewis Wallace (Brookville, Indiana, 1827. április 10. – Crawfordsville, Indiana, 1905. február 15.) amerikai tábornok, New Mexico territoriális kormányzója, politikus, diplomata, művész és író volt. Regényei és korrajzai közül a leghíresebb az 1880-ban megjelent „Ben Hur, a tale of the Christ” (Ben Hur, Krisztus története címmel) lett, melyet a legbefolyásosabb keresztény ihletésű könyvnek neveztek a 19. században.
Wallace katonai pályafutása felölelte a Mexikói–amerikai háborút és az amerikai polgárháborút. Felkérték Indiana állam hadsereg-felügyelőjének és a 11. indianai gyalogezred katonái parancsnokukká választották. Wallace vezérőrnagyi rangig emelkedett a polgárháborúban, részt vett Fort Donelson ostromában, a Shiloh-i csatában, és a Monocacy-i ütközetben. Tagja volt Abraham Lincoln meggyilkolása ügyében összeállított katonai ítélőszéknek, mely az összeesküvők felett, illetve Henry Wirz, az Andersonville-i hadifogolytábor parancsnokának ügyében ítélkezett.
Wallace 1865 novemberében leszerelt az Egyesült Államok hadseregétől, rövid ideig vezérőrnagyként szolgált a mexikói hadseregben, majd visszatért az Államokba. 1878-ban New Mexico territóriumának kormányzójává nevezték ki, majd 1881-en az Oszmán Birodalom nagykövete lett. Wallace a közszolgálattól indianai, Crawfordsville-i otthonába vonult vissza és írással foglalkozott egészen 1905-ös haláláig.

## Ifjúkora és tanulmányai
Lewis „Lew” Wallace 1827. április 10-én született Brookville-ben, Indiana államban. A négy fivérből másodikként jött a világra. Édesanyja Esther French Wallace (szül. Test) volt, apja David Wallace kormányzó. Lew apja, 1822-ben a West Point Katonai Akadémián végzett, New Yorkban, az indianai Brookville-be költözött, ahol berendezte jogi képviseletét és a politika felé kezdett érdeklődni. David képviselő lett az Indiana Állami Törvényhozásban és később kormányzóhelyettes, illetve kormányzó lett, majd pedig kongresszusi képviselő. Lew Wallace édesanyjának apja, John Test szintén kongresszusi képviselő és bíró volt.
1832-ben a család nyugatabbra, Covingtonba költözött, ahol Lew édesanyja tuberkukózist kapott, melyben 1834. július 14-én belehalt. 1836 decemberében David újraházasodott és feleségül vette a 19 éves Zerelda Gray Sanders Wallace-t, a későbbi ismert szüfrazsettet, az alkoholfogyasztás korlátozásáért küzdő aktivistát. 1837-ben David kormányzóvá választása után a család Indianapolisba költözött.
A kis Lew hat éves korában kezdett iskolába járni Covingtonban, de nem nagyon szerette a bezártságot, sokkal inkább töltötte volna az időt odakint. Wallace jól rajzolt és szeretett olvasni, de az iskolában fegyelmi problémái akadtak. 1836-ban, kilenc évesen bátyjával együtt a crawfordsville-i felkészítő iskolába járt, ahol a Wabash Egyetemre való beiskolázást próbálta abszolválni, Mivel ez túl soknak bizonyult, hamarosan egy másik iskolába iratták ami a korának inkább megfelelt. 1840-ben, tizenhárom évesen apja beiratta a centreville-i magántanodába, ahol tanárai ösztönözték természetes vonzalmát az írás felé. Wallace a következő évben visszaköltözött Indianapolisba.
Tizenhat évesen, 1842-ben megkereste élete első bérét, mivel apja nem taníttatta tovább. Wallace a Marion megyei hivatalban talált munkáltatóra és egy indianapolisi tömegszálláson lakásra. Belépett a Marion Rifles nevű helyi milíciába és dolgozni kezdett első regényén, a The Fair God című művén, melyet először 1873-ban adta ki. Wallace önéletrajzában azt írta, hogy sosem volt semmilyen egyház tagja, de Krisztusban, mint Istenben hitt.
1846-ban, a mexikói–amerikai háború kitörésekor a tizenkilenc éves Wallace apja jogászi hivatalában tanulta a jogot, és tanulmányait abbahagyva jelentkezett a sorozóknál a Marioni Önkéntesekhez, Indianapolisban. 1846 június 19-én hadnagyi rangra előléptetve kezdte meg a katonai szolgálatot az 1. indianai önkéntes ezred H századában. Wallace nem sokára az ezredvezetés hadsegédje lett és főhadnagyi rangra lett előléptetve. Ekkor még Zachary Taylor hadseregénél szolgált, de harcban nem vett részt személyesen. 1847. június 15-én Wallace-t elbocsátották a szolgálatból, és visszatérhetett Indianába, a jogi karrierhez. A háború után Wallace és William B. Greer kiadták Indianapolisban a Szabad Föld párt újságpapírját, The Free Soil Banner, (A Szabad Föld zászlaja) c. sajtóterméket.

## Házassága és családi élete és civil pályafutása
1848-ban Wallace mexikói parancsnoka, Henry S. Lane crawfordsville-i otthonában megismerkedett Susan Elstonnal. Susan Isaac C. Elston őrnagy, egy tehetős crawfordsville-i kereskedő és Maria Akin Elston, new york-i vidéki kvéker lánya volt. Susan 1849-ben igent mondott Wallace-nak és 1852. május 6-án megházasodtak. 1853. február 17-én megszületett fiuk, aki a Henry Lane Wallace nevet kapta a keresztségben.
Wallace 1849 februárjában elnyerte a tárgyalótermi jogi képesítést és Indianapolisból visszaköltözött Covingtonba, ahol megnyitotta jogi irodáját. 1851-ben megválasztották Indiana 1. kongresszusi körzetének vizsgálóügyészévé, de 1853-ban egész famíliájával visszaköltözött felesége szűkebb pátriájába, Crawfordsville-be Montgomery megyébe. Wallace folytatta a jogi tanácsadást és a szenátusi választáson indulva, kétéves terminust nyert az Indiana állami szenátusban. 1849-től 1853-ig irodája a Fountain megyei közhivatal épületében volt. Wallace hozzájárult a Crawfordsville Guards Independent Militia (Crawfordsville-i Független Gárdamilícia) megszervezéséhez, mely később a Montgomery Guards néven lett ismert. 1859-1860 között a francia hadsereg algériai elit alakulatáról olvasva Wallace zuáv egyenruhát és kiképzési rendszert honosított meg a milíciánál. A Montgomery Guards alkotta később a 11. indianai önkéntes ezred magját, mely a polgárháború alatt első katonai alakulata lett, ahol parancsnoki szerepkört látott el.

## Polgárháborús szerepe

### A háború kezdetén
Wallace, az Unió kitartó híve belépett a Republikánus pártba, és katonai szolgálatát nem sokkal 1861. április 12-e, Fort Sumter ostroma után megkezdte. Indiana kormányzója, a republikánus Oliver P. Morton kérte Wallace segítségét az indianai önkéntesek toborzásában. Wallace katonai parancsnokságra is áhítozott, de egyelőre igent mondott az állami főhadsegéd pozíciójára, azzal a feltétellel, hogy később az óhaja szerinti ezred parancsnokságát is megkaphatja. Indiana hat ezred felállítását vállalta és a létszámot egy héten belül készenlétben állt. Wallace a 11. indianai önkéntes ezred parancsnoka lett, mely 1861. április 25-én lépett szolgálatba a szövetségi haderőben. Wallace a rákövetkező napon ezredesi rangfokozatot kapott.
1861. június 5-én Wallace a 11. Indianával a Maryland állambeli Cumberland környékét biztosította. Az ezred június 12-én egy kisebb ütközetet nyert a nyugat-virginiai Romney mellett. Wallace hivatalos jelentésében az ütközetet eldátumozta Az ellenség megfutamítása jót tett a katonák moráljának. és hozzájárult a konföderációs erők június 18-án történő visszavonásához Harpers Ferrybe. 1861. szeptember 3-án Wallace-t előléptették az önkéntes hadseregben dandártábornoki rangra és egy egész dandár fölött kapott parancsnokságot.

### Fort Henry és Donelson ostroma

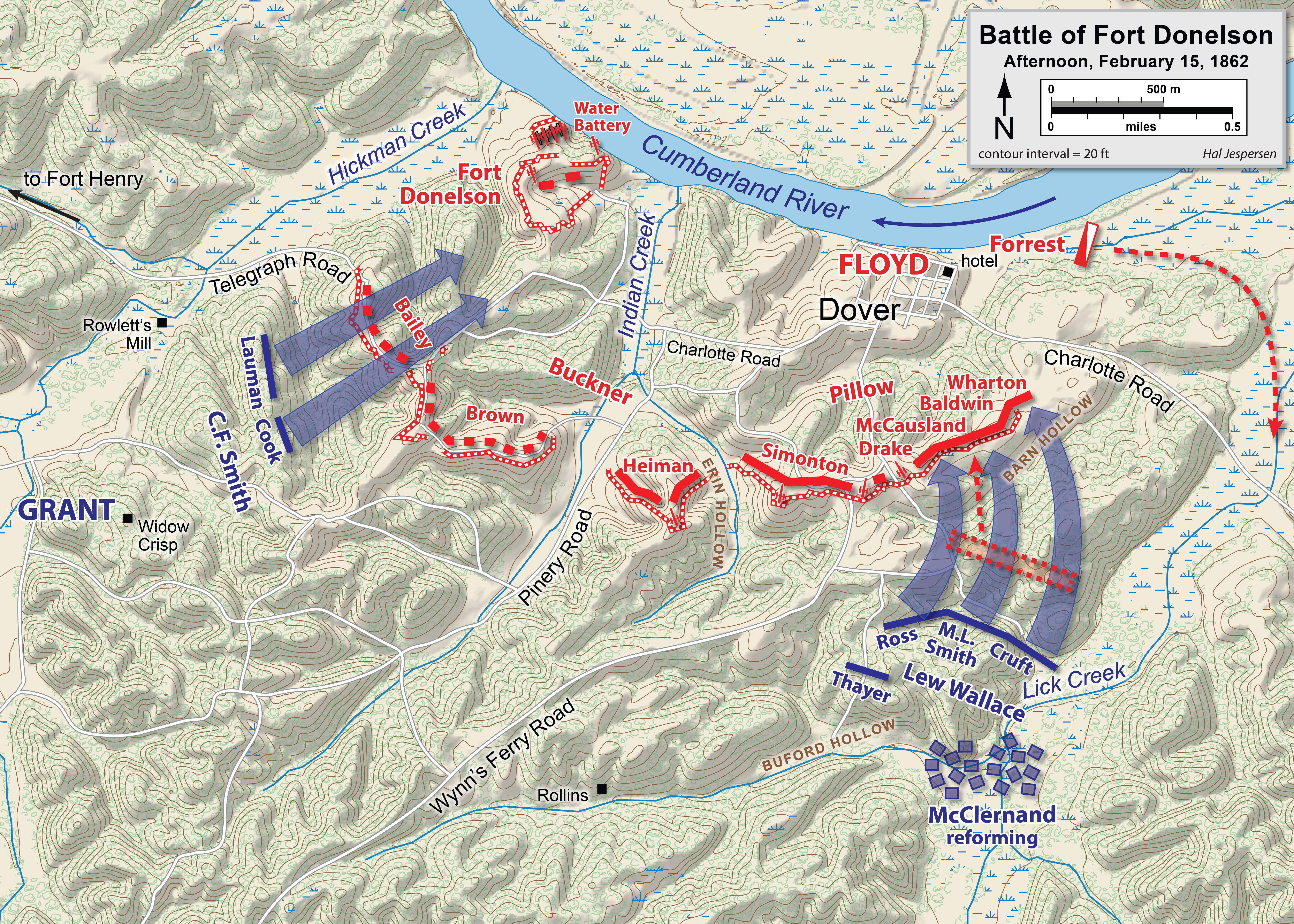
Térkép Wallace Fort Donelsonnál indított ellentámadásáról.

1862. február 4-én és 5-én a Ulysses S. Grant dandártábornok irányítása alatt levő uniós csapatok és Andrew H. Foote admirális vas és fapáncélzású folyami monitoraiból álló flottillája úton voltak a Tennessee-folyón Fort Henry irányában. Wallace dandárja Charles F. Smith dandártábornok hadosztályához volt csatolva és Fort Heiman elfoglalását kapta feladatul. Fort Heiman egy befejezetlen maradt konföderációs erősség volt a Henry-erőddel szembeni oldalon. Wallace csapatai elfoglalták a védtelenül maradt falakat és dombteteji magaslatukról a Henry-erődöt lesték a túloldalon. Február 6-án az uniós hajók egyórás bombázása után Lloyd Tilghman dandártábornok letette a fegyvert Foote előtt és megadta a Henry-erődöt.
Grant felettese, Henry W. Halleck vezérőrnagy aggódott, hogy a konföderációs erősítések visszaveszik a két erődöt az uniós hadsereg távozta után, ezért Wallace dandárját hátrahagyták a Henry és Heiman erődök biztosítására. Grant ezután folytatta útját Fort Donelson felé. Wallace-nak ez nem tetszett, ezért felkészítette a csapatokat az azonnali indulásra. Az indulási parancs február 13-án éjfélkor érkezett meg. Wallace a következő napon érkezett meg a Donelson-erőd alá és az újonnan megalakított 3. hadosztály élére került. Sok katonája puskaport nem szagolt újonc volt, aki nemrég érkezett erősítésként. Wallace immár három dandárral rendelkezett és az uniós front közepén foglalt állást Donelson felé.
A február 15-én indított heves kitörési kísérlet idején Grant hiányában Wallace saját elhatározásából cselekedve indította Cruft dandárját John A. McClernand dandártábornok szorongatott hadosztályának megsegítésére, annak ellenére, hogy Granttől kapott parancsa értelmében tartani kellett az állásait és támadás nélkül megakadályozni az ellenséges erők elillanását. Mivel az első dandár nem tudta megállítani a konföderációs előrehaladást, Wallace a második dandárt személyesen vezette harcba és a gyalogsággal és tüzérséggel lefékezte a déli rohamot. Wallace döntése bizonyult a védvonal stabilizálásához szükséges kulcsmomentumnak. Miután a déliek előrehaladása elakadt, Wallace ellentámadással próbálkozott a jobbszárnyon és némi területnyereséget sikerült elérnie. 1862. március 21-én McClernand-t, Smith-t és Wallace-t előléptették vezérőrnaggyá az érdemeik elismerése okán. A harmincnégy éves Wallace lett az uniós hadsereg legfiatalabb vezérőrnagya.

### A shiloh-i csata

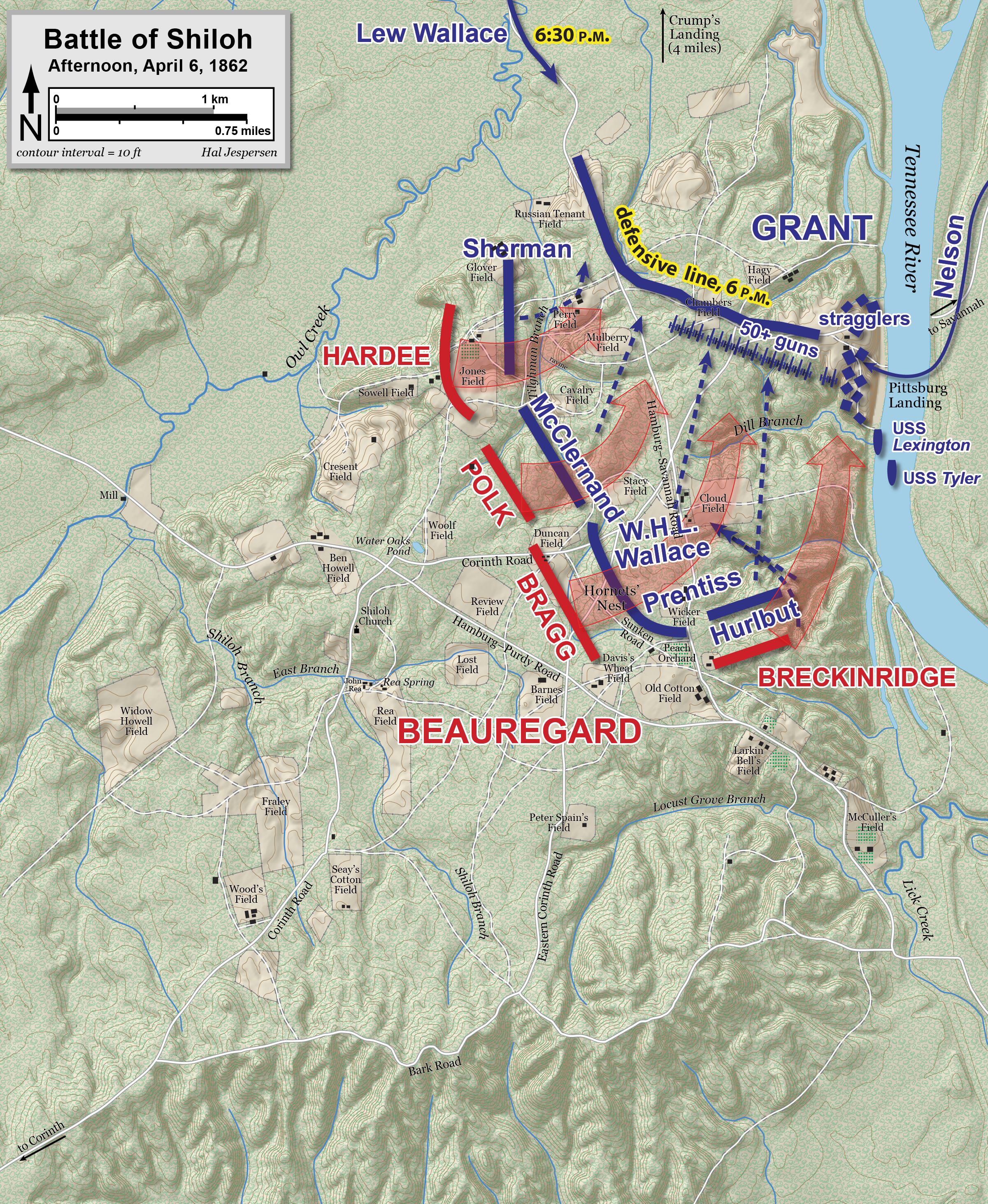
A Shiloh-i csata térképe, 1862. április 6-án délután

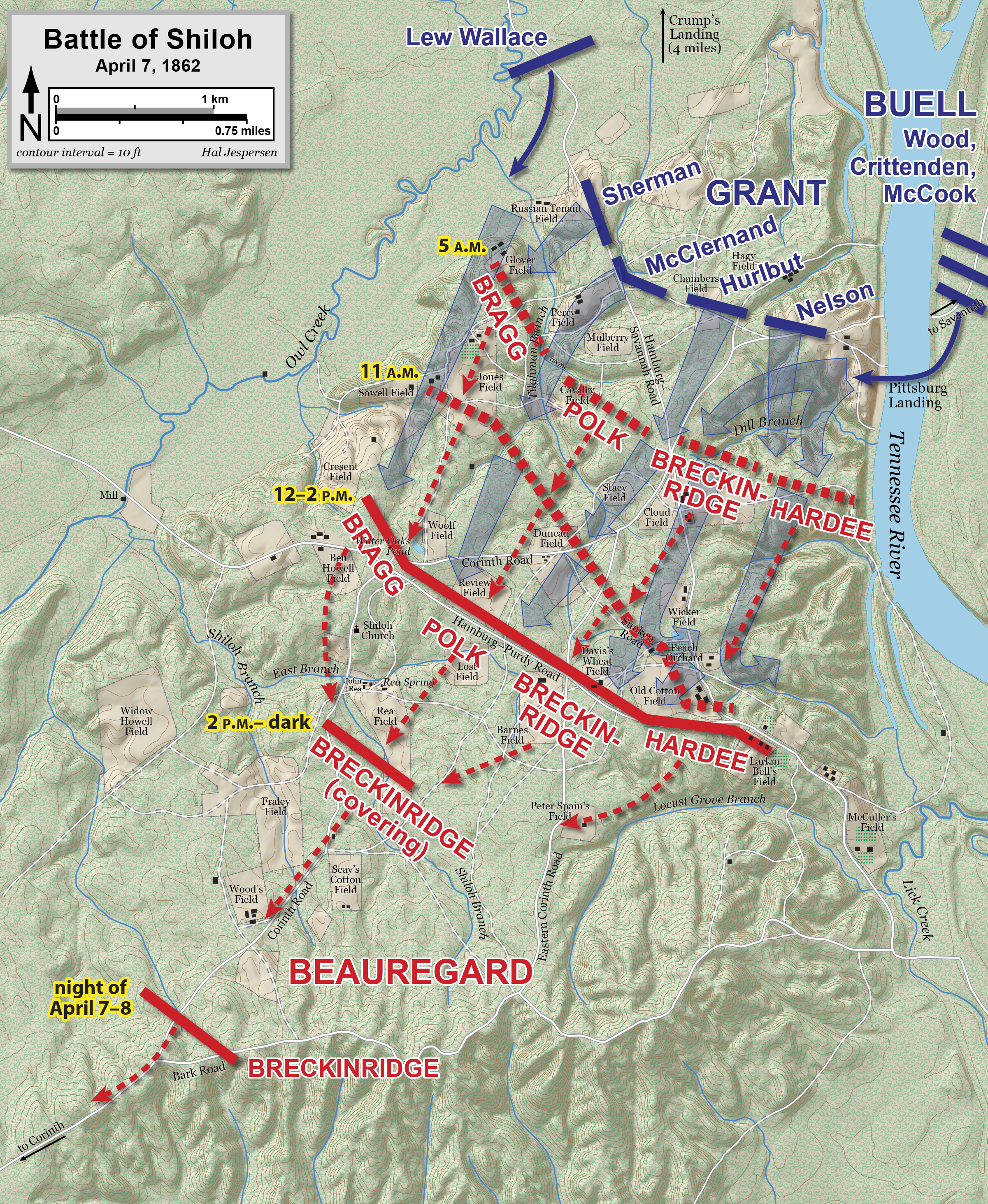
Shiloh-i csata térképe, 1862. április 7-én

Wallace legvitatottabb csatája a shiloh-i csata volt, amiben a 3. hadosztály parancsnoka volt Grant vezérőrnagy parancsnoksága alatt a Tennessee hadseregben. Az 1862. április 6-án Wallace-nak adott írásos parancs hosszú vitát keltett a 3. hadosztály első napi mozgásával és a Grant által számított kései megérkezésével kapcsolatban. Másnap Wallace hadosztályának, illetve Don Carlos Buell vezérőrnagy Ohio hadseregének erősítése egész nap visszaszorította a konföderációs Mississippi hadseregének védelmét egészen annak visszavonulásáig.
A csata előtt Wallace hadosztályát egy a hadsereg maradékától 8 kilométerre északra elhelyezkedő Crump's Landing nevű helyen táborozott le. Wallace a Tennessee hadsereg hátvédjeként szolgált és a nyugat felé, Bethel Stationbe vezető hadtápvonalat védte. Bethel Stationtől vasútvonal vezetett Corinthba, 32 kilométerrel délnyugatra, amerre az északi stratégiai előrenyomulás mutatott. A Crump's Landingtől Bethel Stationig vezető út felügyelésére Wallace John M. Thayer ezredest és annak 2. dandárját küldte ki Stoney Lonesome környékére, mely kb. 5 km-re nyugatra volt Crump's Landingtől, míg Charles Whittlesey ezredes 3. dandárját Adamsville-be, vagyis 6–7 km-re nyugatra. Morgan L. Smith ezredes 1. dandárja Wallace-szal együtt Crump's Landingben maradt, kb. 8 km-re a hadsereg zömétől Pittsburg Landingben.
1862. április 6-án hajnali 5 órakor vette kezdetét a csata. Johnston váratlan támadása meglepte Grant hadseregét és védelmi vonalát visszaszorították a Tennessee-folyó felé. Grant hallotta a hajnali ágyútüzet Savannah-ban levő szállásán, áthajózott Crump's Landingbe és azt a parancsot adta Wallace-nak, hogy várakozzon, de álljon készenlétben bármilyen irányú mozgásra. Grant továbbhajózott Pittsburg Landingbe, ahová 9 óra és fél tíz között érkezett meg. Grant újabb parancsát 11 óra és 11:30 között vette kézhez Wallace. Grant először szóbelileg átadta szállásmesterének, aki lejegyezte, ahogy tudta és ezt kézbesítették ki Wallace-nek. A parancs írásos változata elveszett a csatában, így a megszövegezés ismeretlen maradt, de a legtöbb tanú egyetért benne, hogy Grant utasította Wallace-t, hogy csatlakozzon a hadsereg jobb oldalára, vélhetőleg William T. Sherman 5. hadosztályához, mely a Shilohi templom környékén éjszakázott.
Az úthálózat ismerete ekkor kritikus fontosságúnak bizonyult Wallace hadmozdulatának megértéséhez. Március végén a heves esőzések Crump's Landing és Pittsburg Landing között az utakat járhatatlanná tették, így Wallace katonái a Shunpike úton indultak el, mely Sherman táborához közel torkollott a Sherman táborához vezető útba. W. H. L. Wallace dandártábornok, akinek emberei szintén Pittsburg Landinghez kellett menniük a csata hírére, a Hamburg-Savannah útnak is nevezett folyó menti úton indultak el, mely keletebbre esett. A két rendelkezésre álló út közül tehát Wallace a Shunpike útat választotta a katonáinak közvetlen Sherman Shiloh templom melletti táborához való mozgatására. A csata előtti napon Wallace levelet írt W. H. L. Wallace-nak, melyben ezt az utat ajánlotta a 3. hadosztály támogatására menni. Lew Wallace és stábja a csata utáni polémiában ragaszkodott hozzá, hogy Grant parancsa nem rendelkezett afelől, hogy Pittsburg Landingbe kell menni és nem határozott meg követendő útvonalat sem. Grant viszont memoárjában azt állította, hogy az ő utasítása Wallace számára tartalmazta, hogy Wallace a folyóhoz legközelebbi utat követve érje el Pittsburg Landinget. A történészek véleménye megosztott, néhányan azt állítják, hogy Wallace magyarázata a leglogikusabb.
Grant második futára dél körül érkezett meg azzal az üzenettel, hogy induljanak. Wallace hadosztálya körülbelül 5800 főre rúgott és megkezdte a csatatérre való felvonulást. Délután 2 óra és 2:30 között a Grant által küldött William R. Rowley ezredes jelent meg Wallace hadosztályának táborához és kereste, hol vannak, de csak egy társzekeret talált a helyszínen, mely induláshoz készülődött. Továbbmenve Rowley megtalálta Wallace-t a Shunpike út mentén, oszlopa élén a Clear Creek (Tiszta-patak) közelében egy magaslaton. Átadta az üzenetet, hogy Shermant a Shiloh-i templomtól a folyó felé szorítják és most már közelebb van Pittsburg Landinghez. Grant azt is utasításba adta Rowleynak, hogy „mondja meg, hogy azonnal jöjjön” és hogy „ha írott parancsot igényel, akkor azt is adja írásba, de rögvest”. Rowley félrevonta Wallace-t és figyelmeztette, hogy micsoda veszélyek fenyegetnek, kitérve rá, hogy „Nem értesült róla, hogy Shermant szorongatják? Hát az egész hadsereg mindössze fél mérföldre van a folyótól és félő, hogy teljesen belenyomnak minket.” Wallace elképedt a hallottakon, majd a helyzet felmérésére előreküldte a lovasságát és mikor az visszatért, minden pontjában megerősítette Rowleyt. Az uniós hadsereget valóban olyan távolságra nyomta vissza a támadás, hogy Wallace katonái már jóval a déli csapatok háta mögé tartottak a jelenlegi iránnyal.
Wallace röviden átgondolta, hogy folytatja útját és hátba támadja a konföderációsokat, de elvetette az ötletet. Ehelyett azt a vitatott döntést hozta, hogy az első két dandár forduljon vissza a Shunpike úton és saját társaik előtt elmasírozva meneteljenek egy keresztúton a folyómenti útig és utána haladjanak délre Pittsburg Landing felé. Ehelyett elképzelhető lett volna hátraarc vezénylése, mely által a hátvédből elővéd lett volna és nem kell körbemasírozni. Wallace az eredeti dandársorrend megtartása mellett és a tüzérség helyzetének megtartása mellett döntött. Ez azonban jóval hosszabb időbe telt. Wallace csapatai visszatértek a Shunpike út közepére, keletre fordultak a keresztútnál és azt a Folyó útig követve érték el Grant katonáit. Az iram a sáros utak és az útvonalváltás miatt lassú volt. Wallace hadosztálya délután 6:30-kor érte el Pittsburg Landinget, hét óra alatt több mint 22 kilométert megtéve. Olyan utakon haladt, melyet a korábbi felhőszakadások és más uniós vonulások rettenetes állapotban hagytak. 7 órakor gyülekeztek a csatatéren, amikor a harcnak már gyakorlatilag vége volt aznapra és elfoglalták helyüket az uniós védelmi vonal jobb szélén.
Másnap Wallace hadosztálya még mindig a vonal jobb szárnyát képezte. Két ágyúütege, az 1. Illinois-i könnyűüteg ágyúival karöltve indította meg a támadást körülbelül 5 óra 30 perckor. Sherman és Wallace csapatai visszavetették a konföderációs katonákat, melyek délután 3 órára a teljes visszavonulás mellett döntöttek délnyugati irányban, Corinth felé.
Timothy B. Smith történész megjegyzi, hogy a második napon Wallace hadosztálya sokkal kevesebb veszteséget szenvedett (296 fő) mint Buell a csatában részt vevő három hadosztályának bármelyike. A veszteségek száma nem mindig tükrözi a csapatok hatékonyságát. Wallace parancsára csapatai lefeküdtek, amennyiben tűz alá kerültek, és ez minimalizálta veszteségeiket. Továbbá hadosztályával mindig úgy manőverezett, hogy a konföderációsok balszárnya mögé kerüljön, nem pedig szemtől szembe támadott. Wallace reggeli fél hétkor utasította hadosztályát az előrenyomulásra, reggel nyolcra elérte a Tilghman Branchet és reggel kilencre szórványos ellenállás mellett elfoglalta az uralgó magaslatot. Itt pihenőt tartott, és megvárta amíg balján uniós katonák jelentek meg. Idáig Wallace haladása lassú volt. Miután Grant és Buell katonái beleütköztek a fő konföderációs védelmi vonalba, heves harcok törtek ki. Felismerve, hogy a déliek vonala nem ér el az Owl Creekig (Bagoly-patak), Wallace elforgatta katonáit és szárnytámadást hajtott végre az ellenséges vonal ellen. Mihelyt a 3. hadosztály katonáit találták a szárnyuk mögött, a konföderációs csapatok sietve visszavonultak. Ez kimozdította az egész vonalat és az uniósok dél körül előre tudtak hatolni a második állásig. Délután 1 órára Wallace megint pár ezreddel megkerülte a konföderációs balszárnyat, újabb visszavonulást kikényszerítve a harmadik vonalig. Miután a déliek elhagyták a csatateret, a 3. hadosztály ment utánuk a legdélebbre, de Wallace éjszakára visszarendelte katonáit a táborba.

### Shiloh következményei

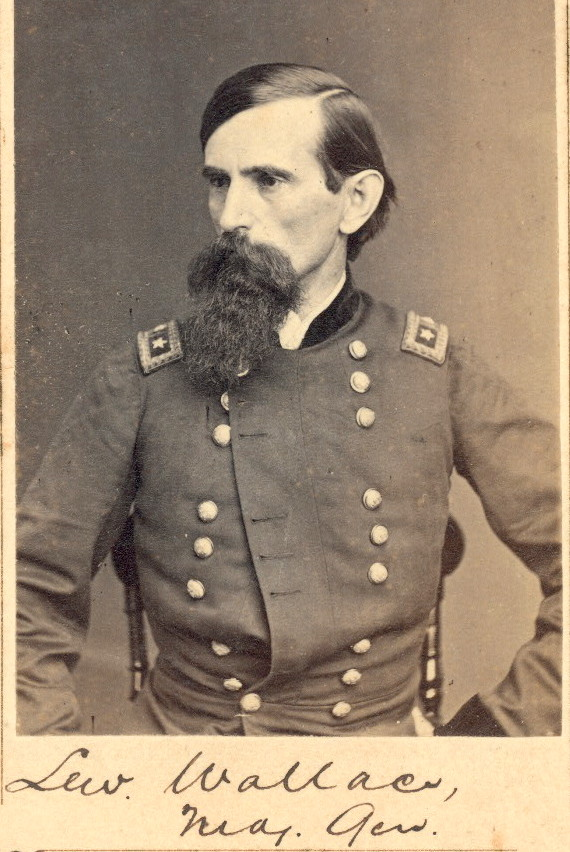
Lew Wallace vezérőrnagyi egyenruhában

Kezdetben a csatát az északi közvélemény győzelemnek látta; de április 23-án meghallották hírét a meglepetésnek, amely a magas veszteségszámokat okozta és a Lincoln adminisztráció kérdéseket tett fel és magyarázatot várt a hadseregtől. Grantet vezetési hibákkal vádolták és elöljárója, Halleck megpróbálta a felelősséget Wallace-ra terhelni, érzékeltetve, hogy az ő parancskövetési hiányossága és késlekedése okozta, hogy április 6-á az unió kis híján elvesztette a csatát.
Meghallván, hogy Wallace csak és kizárólag írott parancsoknak engedelmeskedett, Grant mérgesen megjegyezte, hogy egy hadosztályparancsnoknak „akár parancs nélkül is oda kell vinnie a katonáit, ahol az ütközet zajlik.”
1862. április 30-án Halleck újraszervezte a Tennessee hadsereget és elmozdította Wallace-t, valamint McClernand-t az első vonalból, mindkettőjüket tartalékba helyezve, melyet McClernand parancsnokolt, mint rangidős.
Wallace megítélése és katonai karrierje megszenvedte a shilohi kisiklást. Egész hátralevő életében a vádak és elítélő nyilvános nyilatkozatok ellen hadakozott, melyek a csatában játszott szerepét firtatták. 1863. március 14-én Wallace levelet írt Hallecknek, melyben magyarázatát próbálta adni cselekedeteinek. Grantnek szintén több levelet írt és nem egyszer személyesen találkoztak, ahol Wallace igyekezett érvényt szerezni igazának. 1863. augusztus 16-án Wallace Shermannek is írt, hogy adjon tanácsot. Sherman arra intette Wallace-t, hogy legyen türelemmel és ne kérjen hivatalos felülvizsgálatot. Noha Sherman Grant tudomására hozta Wallace aggodalmait, Wallace nem kapott aktív katonai megbízatást 1864 márciusáig.
Grant sok éven át kitartott a Wallace-nak adott parancsok saját verziója mellett. 1884-ben írt a Century magazinnak egy cikket Shilohról, mely az 1885 februári számban jelent meg és ebben ismét leszögezte, hogy Wallace rossz úton indult el a csata első napján. Miután W. H. L. Wallace özvegye átadta Grantnek Lew Wallace férjének címzett levelét, melyet a csata előtti napon küldött és azt írta, hogy a Shunpike úton tervez felvonulni Crump's Landingtől Shilohig, Grant változtatott a véleményén. Grant írt a Century szerkesztőinek és ezt a levelet 1885 szeptemberében hozta le a magazin. Ebben memoárját kiegészíti egy megjegyzéssel, miszerint Wallace levele „igen jelentősen módosítja, amit mondtam és amit mások is mondtak Wallace tábornok eljárásáról Shilohnál.” Míg fenntartotta, hogy parancsa szerint Wallace-nak a folyómenti úton kellett volna előrehaladnia, de hozzátette, hogy szóbeli parancsa átirata már nem biztos, hogy ugyanezt tartalmazta és hogy segédjéért nem tud jótállni.
Az 1885 februári kiadás szolgált Grant memoárja alapjául, melyet 1886-ban adtak ki. Grant visszaemlékezését rengetegen vásárolták meg, s sokakat befolyásolt Wallace vonatkozásában. Grant annyit elismert a memoárban, hogy „ha a frontvonal nem változott volna meg, a Wallace által választott út valamivel rövidebbnek bizonyult volna, mint a folyómenti út.” Wallace verziója önéletrajzában jelent meg 1906-ban. Későbbi hírneve és a Ben-Hur írójaként szerzett vagyona ellenére Wallace továbbra is kesergett az igazságtalanság fölött. „Shiloh és a miatta elszenvedett rágalmak! Meg fog ez valaha is szűnni? Ha bűnös lennék, nem érezném magam miatta ilyen nyomorultnak.”

### A Heartland-offenzíva és Cincinnati védelme

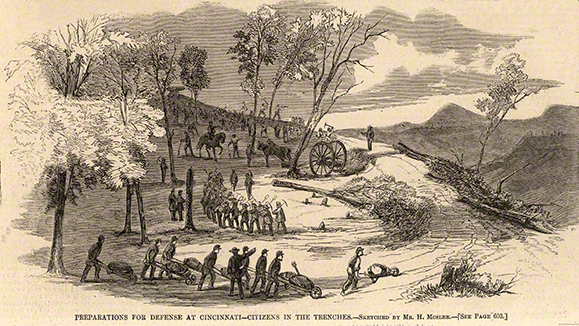
A Harper's Weekly magazin 1862. szeptember 20-i kiadásában megjelent rajz H. Moseler tollából, mely Cincinnati védelmi munkáit ábrázolja.

Tábori parancsnoksága vesztével Wallace visszatért Indiana államba és a Kankakee-folyó menti nyaralójában töltötte az időt. Morton kormányzó küldött egy levelet neki, amiben az állt, hogy az Ohiói ügyosztály egyik indianai ezredének vegye át a parancsnokságát és segítsen Kentucky védelmében, melyet Braxton Bragg és Edmund Kirby Smith támadása fenyegetett a Heartland-offenzívában. Lousiville-ben kellett jelentkeznie Jeremiah Boyle dandártábornok előtt, aki Kentucky katonai kormányzója volt, de Wallace volt kettőjük közül a rangidős. Boyle meglehetősen kellemetlenül érezte magát, hogy egy rangidős áll a parancsnoksága alatt és utasítást adott, hogy Wallace ezrede induljon Lexingtonba és vegye át a sietősen felállított Kentucky hadsereg fölött a parancsnokságot, majd menjen a Cumberland-hágó védelmére. Wallace elkezdett egy védelmi tervet összeállítani, melyben újonnan nyert hadserege a Kentucky-folyó északi oldalát védelmezte volna. Kb. 24 km-re Boonesborótól védelmezték volna a Cumberland-hágón áttörő Kirby Smith erői ellen az államot. A környék minden zsilipjét kinyitották, hogy a gázlókat elárasszák és minden hajót elkoboztak és az északi partra vittek. Az állásokat a mészköves domboldal védelmezte volna a szárnyakon. De mindebből semmi nem lett, mert Wallace-t felváltották William "Bull" Nelson vezérőrnaggyal, aki augusztus 24-én átvette a parancsnokságot. Nelson megváltoztatta a hadműveleti tervet, és gyakorlatlan miliciának számító csapataival mezei ütközetre vállalkozott és augusztus 30-án katasztrofális vereséget szenvedett a Richmondnál a Konföderációs Kentucky hadsereggel szemben. Az uniós Kentucky hadsereg szinte teljes egészében megadta magát.[forrás?]
Wallace és törzskara visszatért az ohiói Cincinnatibe és várta Horatio Wright vezérőrnagy parancsait. Egy távirat visszairányította Wallace-t Lexingtonba, hogy vegye vissza az odamenekült Army of Kentucky maradványai fölötti parancsnokságot. Cincinnatiből vasúton ment vissza és Paris városát elérve új táviratot kapott Wrighttól, hogy maradjon Cincinnatiben, úgyhogy nekilátott Cincinnati védelme megszervezésének.[forrás?] Cincinnati Ohió állam és Kentucky állam határán feküdt és az Ohio-folyó túloldalán Covington és Newport városa volt az átkelőhely. Wallace statáriumot és kijárási tilalmat vezetett be, minden üzletet bezárt és a férfi lakosságot kihajtotta lövészárkot ásni, fákat dönteni és rögtönzött barikádokat emelni és megtisztítani egy potenciális csatateret az ellenség fedezékeitől, illetve az 1861-ben épített földműveket megerősítette. A munka lázasan folyt, s eközben Wallace parancsára megalakították a Cincinnati Fekete Dandárt.
A dandár az amerikai színesbőrű lakosság első harci céllal felállított alakulata volt. A környékbeli fekete lakosokat kezdetben a fehér lakosság és a Cincinnati rendőrség egy része megpróbálta terrorral kényszermunkára fogni. Ez a régi abolicionista Wallace-nak elfogadhatatlan volt, mihelyt a Cincinnati Daily Gazette-ből értesült róla, az ellátatlan és kimerült feketéket hazaengedte, a kényszermunkát beszüntette, a cincinnati rendőrséget a munka felügyeletéről leváltotta és a Republikánus párti kádert, William M. Dickson ezredest küldte a feketék munkájának irányítására. Dickson fehér tisztekkel, ezredzászlókkal és 13 dolláros havi zsold ellenében alkalmazta a feketéket, ami megegyezett a fehér katonák zsoldjával. Az egyenlő fizetséget és egyenlő elbánást, például az eltávozási jogot a szeretteik meglátogatására sokáig nem alkalmazta az USA hadserege ezután sem.
David Tod ohiói kormányzó felhívására kb. 15 000 „mókusvadász” jelentkezett Cincinnatiben. A mókusvasászok kiképzetlen önkéntesek voltak elavult fegyverzettel, és további újonnan felállított önkéntesezredet vezényeltek Cincinnatibe, legtöbbjük még csak részben végezte el az alaptréning kurzusát. Mivel az újonnan érkezett ezredeket nem győzték elengedő ütemben Cincinnatiből a túlpartra hajózni, Wallace pontonhíd építését rendelte el. A hidat Wesley Cameron cincinnati építész felügyelete alatt szénszállító bárkákból 48 óra alatt megépítettek.[forrás?] A pontonhíd olyan népszerű lett, hogy a Cincinnati Enquirer szeptember 10-i számában meg kellett jelentetni egy figyelmeztetést, hogy az új híd egyelőre csak a hadseregnek használható és a civil lakosság ne zaklassa a hatóságokat speciális egyszeri átkelési engedélyekért.
Lexingtont eközben elfoglalta Kirby Smith, aki engedélyt adott Henry Heth dandártábornoknak, hogy Cincinnati előtt demonstráljon kb. 8000 emberével. Heth 1862. szeptember 10-11-én Fort Mitchelltől pár mérföldre Fort Mitchelltől folytatott csatározást a 101., 103. és 104. ohioi gyalogezred katonáival, majd másnap visszatért Lexingtonba.
Wallace cincinnati tevékenységét a helyi újságok a Cincinnati megmentője jelzővel honorálták. Szeptember 12-én Wallace táviratot küldött Wrightnak a következő szöveggel: „[Az ellenség] megfutamodása teljes; minden jel menekülésre mutat. Ha óhajtja, 20 000 fős oszlopommal átmegyek üldözésbe még ma.” Ehelyett Wright leváltotta Wallace-t a parancsnoki beosztásából.

### Egyéb katonai megbizatások
Wallace utasítást kapott Camp Chase hadifogolytábor vezetésére az Ohio állambeli Columbusban. A megbizatást 1862. október 30-ig töltötte be. Utasításának megfelelően megpróbált a konföderációs hadifoglyok közül a szövetségi hadsereg számára használhatóakat (az úgynevezett „galvanizált jenkiket”) rekrutálni az sziúk ellen 1862-es dakota háborúhoz. Azonban a felkelés végére lényegében pontot tett az 1862. szeptember 23-i Wood Lake-i ütközet és Wallace megint teendő nélkül maradt.
1862. novemberében Wallace-t az ötfős Buell Katonai Bizottság élére helyezték, hogy kivizsgálja Don Carlos Buell vezérőrnagy tevékenységét a Konföderáció Kentucky Heartland offenzívája idején. A Bizottság bírálta Buell visszavonulását, de nem találta hűtlennek az Unióhoz. A Bizottság munkájának 1863. május 6-i véget értével Wallace visszatért Indianába új parancsokért. 1863. július közepén éppen otthon tartózkodott mikor John Hunt Morgan portyát vezetett Indianába és segített a north vernoni vasúti csomópont védelmében.

### A főváros megmentése
Wallace legjelentősebb katonai szolgálatát 1864. július 9-én teljesítette a Monocacy ütközetben, mely az 1864-es Shenandoah-völgyi hadjárat döntő mozzanata volt. Noha Jubal A. Early altábornagy és körülbelül 15 000 fősre becsült serege megverte Wallace csapatait a Monocacy vasúti csomópontnál, Maryland államban, és visszavonulásra kényszerítette őket Baltimore felé, az egynapos késedelem elegendő időt biztosított az uniós vezetés számára, hogy berendelt erősítései megérkezzenek a fővárosba. A sebtében összerángatott segéderő délceg helytállása ilyen módon valószínűleg Early céljának meghiúsulását, Washington, D.C. megvédését okozta. Wallace kb. 6000 gyakorlatlan, kiképezetlen katonájának lelkesedése szinte sötétedésig állta a nyomasztó túlerő támadását. Early aznap már nem tudott továbbhaladni Washington felé, így Wallace hadseregének megfutásakor letáborozott és csak másnap indult tovább. ez volt a konföderációs erők legészakabbra eső katonai sikere az egész háború során. Early hadserege két nappal később, július 11-én, körülbelül délben ért a Washington szélén álló erődök alá. A erődöket Grant altábornagy korábban kiüríttette, hogy harcképes katonákat dobjon a petersburg ostromába. Köszönhetően a Monocacy ütközetnek a hajón hazatérő a VI. hadtest katonái újra el tudták foglalni az erődöket lényegében percekkel Early megérkezése előtt. Fort Stevens alatt bekövetkező déli támadás inkább felderítő jellegű volt, melyet ütemes visszavonulás követett, mielőtt jelentős északi túlerő képződhetett volna, mely megakadályozza a visszavonulásukat Virginiába.
Wallace 1864. március 12-én tért vissza aktív szolgálatba és átvette a VIII. hadtest parancsnokságát Baltimore-ban. Július 9-én körülbelül 5800 katona állt rendelkezésére, melyek többsége 100 napra felesküdött önkéntes volt. Az önkéntesek mellett James B. Ricketts vezérőrnagy hadosztálya is rendelkezésére állt a VI. hadtest kötelékéből. Ricketts hadosztálya tartóztatta fel kezdetben a konföderációs elővédet reggel 9 és 10 óra között a Monocacy csomópontnál. Wallace bizonytalan volt, hogy Baltimore és Washington közül melyik lehet a valódi konföderációs cél, de abban biztos volt, hogy ennél a vasúti kereszteződésnél fel kell tudnia csapatainak tartóztatni az ellenséget. Wallace katonái több mint hat órán keresztül állták a konföderációsok tüzét, mielőtt visszavonultak volna Baltimore felé.
Az ütközetet követően Wallace üzent Henry W. Halleck vezérőrnagynak, hogy csapatai délután 5 óráig kitartottak, de a 20 000 fősre becsült konföderációs sereg túlereje legyűrte őket. Grant a vereség hallatán ismét leváltotta Wallace-t és E. O. C. Ord vezérőrnaggyal, Grant hű emberét helyezte pozíciójába a VIII. hadtest élén. 1864. július 28-án, miután a hivatalos közegek értesültek róla, hogy Wallace monocacy-i erőfeszítései lényegében megmentették Washingtont az elfoglalástól, visszahelyezték őt a VIII. hadtest élére. A hálátlan főnök, Grant memoárjában a következő szerepel Wallace Monocacy mellett alkalmazott késleltető taktikájáról:

### 1865-ben végzett katonai megbizatásai
1865. január 22-én Grant utasítására Wallace Rio Grande-folyóhoz utazott Dél-Texasba a hadsereg ottani konföderációellenes műveleteinek felügyeletére. Noha Wallace hivatalosan nem volt felhatalmazva ajánlatok tételére, ettől függetlenül megvitatták a fegyverletétel feltételeit a Trans-Mississippi hivatal konföderációs katonáival. Wallace elküldte a papírok másolatát Grantnek és jelentette a tárgyalások állását de megegyezésre nem került sor. Baltimore-ba való visszatérése előtt Wallace a mexikói katonai vezetőkkel is tárgyalt a szövetségi kormányzat nem hivatalos erőfeszítéseiről, melyek a franciák által trónra segített I. Miksa mexikói császár eltávolítását célozták.
A Lincoln elnök elleni merénylet után, 1865. április 15-én Wallace-t kinevezték abba a katonai vizsgálóbizottságba, melynek feladata az összeesküvés feltárása volt. A bizottság májusban kezdett el dolgozni és június 30-án, nyolc összeesküvő elítélése után feloszlott. 1865. augusztusának közepén Wallace-t megbízták egy nyolcfős katonai bizottság vezetésével Henry Wirz ügyében, aki az Amerikai Konföderációs Államok fő fogolytáborát, az Andersonville börtöntábort vezette. A katonai bíróság ítélete közel két hónapot vett igénybe és 1865 októberében bűnösnek találták Wirzet és halálra ítélték.
1865. április 30-án Wallace elfogadta a mexikói kormány ajánlatát, hogy legyen vezérőrnagy a mexikói hadseregnél. Az egyezmény érvénybe lépését azonban halasztotta, hogy annak feltétele lett volna a szövetségi hadseregtől való leszerelése, melyet viszont a két bírósági megbizatás akadályozott. Wallace végül 1865. november 4-én nyújtotta be, november 30-i hatállyal, és Mexikóba utazott, hogy felvegye a szolgálatot. Benito Juárez kormánya összesen 100 000 dollárt ígért szolgálataiért, de mikor 1867-ben visszatért az Egyesült Államokba, mély pénzügyi válságba került. Wallace utólag 15 000 dollárnyi fizetséget kapott a mexikói kormánytól 1882-ben.
A háború után Wallace a Military Order of the Loyal Legion of the United States indianai parancsnokságának tagja lett.

## Politikai és diplomáciai karrierje
Wallace jogászi pályára lépett 1867-ben Indianában, de a szakma nem nyerte meg tetszését és fokozatosan a politika felé fordult. Wallace kétszer is megmérette magát a kongresszusi képviselőválasztáson, először 1868-ban, majd 1870-ben, és a republikáus elnökjelöltet, Rutherford B. Hayest támogatta az 1876-os elnökválasztáson. Politikai támogatása jutalmaként Hayes Új-Mexikó territoriális kormányzójának nevezte ki, melyet 1878 augusztusa és 1881 márciusa között látott el. Terminusa megszünésekor James A. Garfield republikánus elnök kinevezte Wallace-t az Oszmán Birodalom törökországi nagykövetévé. Wallace 1885-ig Konstantinápolyban maradt a megbízatását dolgozva.

### Új-Mexikó kormányzója
1878 szeptember 29-én Wallace Santa Fébe érkezett, mint Új-Mexikó újdonsült territoriális kormányzója. Ekkoriban a környéket törvénytelen erőszak jellemezte és mindent átszövő politikai korrupció. Wallace belebonyolódott a Lincoln megyei háború megoldásába. A konfliktusban a megye telepesei kirobbantottak egy a lakosság különböző tagjai közti véres nézeteltérést és eközben apacs törzsi portyákat próbáltak elhárítani. 1880-ban a santa féi kormányzói palotában élve Wallace elkészítette a Ben-Hur: A Tale of the Christ kéziratát.
1879. március 1-én több kudarccal végződő béketeremtési próbálkozás után Wallace elrendelte a helyi gyilkosságok elkövetőjének letartóztatását Lincoln megyében. A törvényenkívüliek egyikét William Henry McCarty Jr.-nak hívták, aki William H. Bonney néven volt ismertebb, mint Billy, a Kölyök. 1879. március 17-én Wallace titokban találkozott Bonney-val, egy Huston Chapmannek hívott jogász meggyilkolása ügyében, aminek Bonney szemtanúja volt. Wallace azt akarta, hogy Bonney tanúskodjon a feltételezett gyilkos tárgyalásán, Bonney viszont Wallace védelmét kérte ellenségeivel szemben és a korábbi bűneinek amnesztiáját. Megegyeztek, hogy Bonney a törvényi elnézésért cserébe mostantól Wallace besúgója lesz. Wallace állítólag biztosította Bonney-t, hogy „szabad lesz mint a madár, minden bűne megbocsáttatik, írásban rögzítve.” Wallace eközben március 9-én lemondott a kormányzóságról és új politikai megbízatására várt. Március 20-án Bonney beleegyezett, hogy vallomást tesz a bíróság előtt. Wallace megszervezett egy megjátszott letartóztatást, és Bonney őrizetbe vételét a helyi börtönben, hogy biztonságát garantálja. Bonney ígéretének megfelelően április 14-én tanúvallomást tett, ám a helyi államügyész nem akart közreműködni Wallace alkujában és megtagadta a bandita szabadonbocsátását. Bonney több hetet töltött a börtönben majd megszökött és visszatért korábbi életviteléhez, melyben több embert megölt. 1881. július 14-én lőtte le és ölte meg Pat Garrett sheriff.

### Konstantinápolyi követ

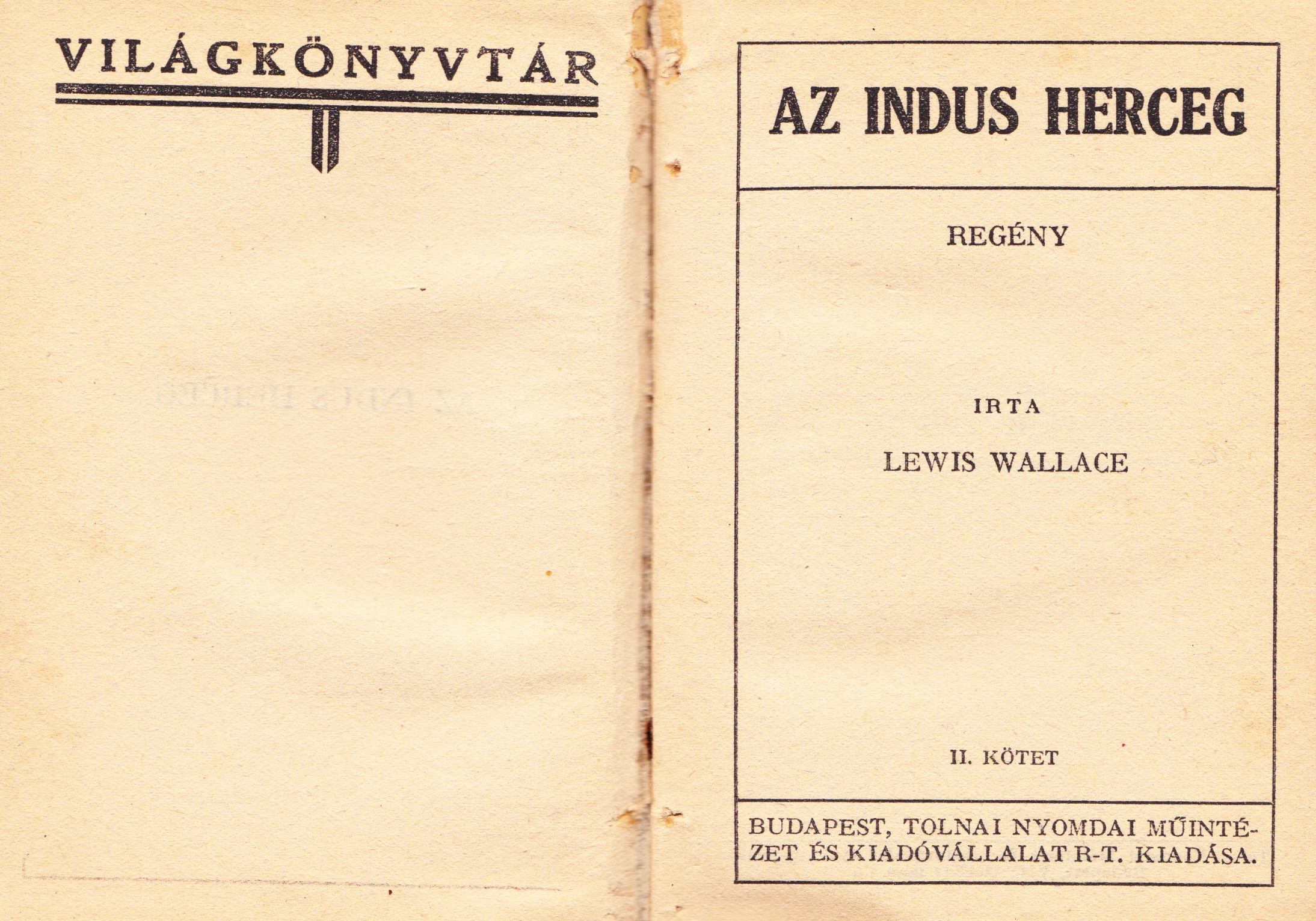
Az Indus herceg című regény (1930-as évekbeli magyar kiadás), angolul a The Prince of India címmel jelent meg.

1881. május 19-én Wallace-t kinevezték az Oszmán Birodalom isztambuli nagykövetének. Wallace II. Abdul-Hamid oszmán szultán jó barátja lett és egészen 1885-ig maradt posztján. Amikor a britek és a törökök között konfliktus tört ki Egyiptom miatt, Wallace közvetített a szultán és Lord Dufferin, a brit nagykövet között. Noha Wallace erőfeszítései sikertelenek maradtak, nem maradtak elismeretlenek viszont, mert előléptetést nyert az Egyesült Államok diplomáciai szolgálatában.
1883-ban egy Havatzelet nevű újságpapír szerkesztői véleménycikkben indított támadást Wallace ellen "Amerikai, mégis egy despota" címmel. A cikk miatt a Havatzelet terjesztését felfüggesztették, szerkesztőjét Israel Dov Frumkint negyvenöt napra bebörtönözték a török fővárosban a jeruzsálemi pasa közreműködésével. Az incidens kiváltóoka Wallace kérelme volt, hogy a pasa bocsássa el a szolgálatában álló Joseph Kriger hivatalnokot és tolmácsot. Wallace panasza szerint Kriger nem fogadta a rangjához méltóan, megtagadta, hogy mindennemű bocsánatot kérjen. A Havatzelet állítása szerint az eljárást keresztény misszionáriusok tevékenységére lehetett visszavezetni, akiket Wallace erőteljesen támogatott.
Wallace az Egyesült Államok polgárainak és hazája kereskedelmi jogainak védelmét felölelő diplomáciai feladatai mellett talált némi időt utazgatásra és történelmi kutatásra. Meglátogatta Jeruzsálemet és a környező területeket, a már megírt Ben-Hurhoz kapcsolódó helyeket és Konstantinápolyban is kutatott „Az Indus herceg” című regényéhez, melynek alcíme „avagy miért vették be Konstantinápolyt” volt. Az utóbbi írását 1887-ben kezdte el.
Grover Cleveland demokrata elnökjelölt fellépése véget vetett Wallace politikai kinevezéseinek. 1885. március 4-én lemondott és visszavonult a diplomáciai szolgálattól. A szultán továbbra is szerette volna, ha Wallace folytatja a munkáját az Oszmán Birodalomban és még alkalmazásába is vette volna, hogy képviselje a török érdekeket az Egyesült Királyságban, vagy Franciaországban. Ezt Wallace visszautasította és inkább hazatért Crawfordsville-be.

## Írói pályája

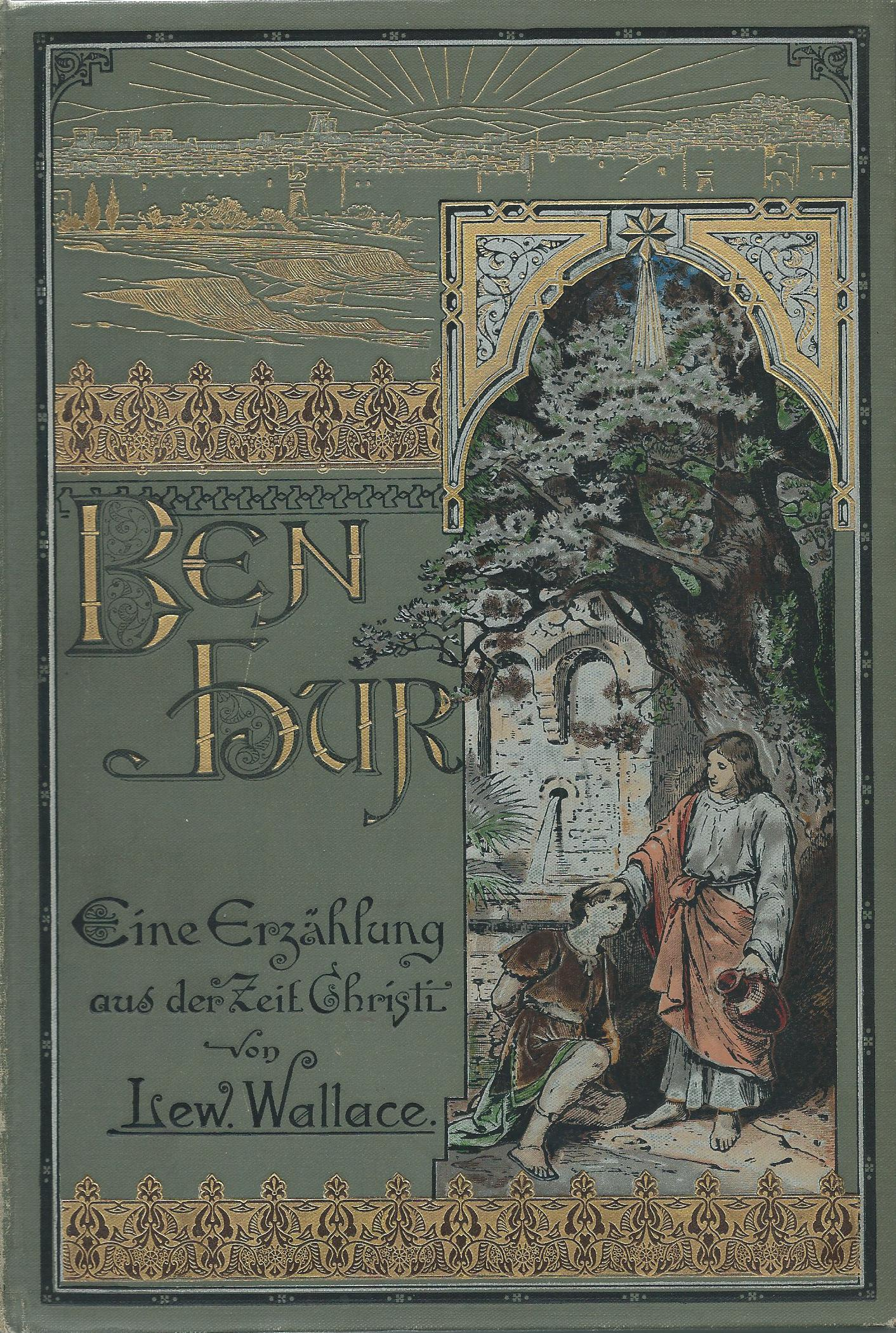
Wallace Ben Hur c. művének egyik német kiadású borítója

Wallace önéletrajzában bevallotta, hogy a jogi szakmától való menekülésképpen kezdett írni eredetileg. Noha több ismert könyvet szerzett, Wallace nevét általában legismertebb művéhez, a történelmi kalandregényként kategorziálható Ben-Hurhoz kapcsolják. A Ben-Hur sikere megalapozta szerzője pénzügyi biztonságát.
1843-ban Wallace belekezdett első regényébe, aminek a The Fair God (A fehér istenség) címet adta, de ezt csak harmind évvel később, 1873-ban adták ki először. Ez a történelmi regény azt a történetet dolgozza fel, ahogy Hernán Cortés meghódítja Mexikó középső részét. A regény William H. Prescott History of the Conquest of Mexico c. művén alapszik. Wallace könyve az első évben hétezer példányban fogyott. Az eladási adatok Wallace későbbi munkáinak publikációjával és növekvő ismertségével együtt javultak.
Wallace második és legismertebb regénye, a Ben Hur kéziratát szabadidejében írta Crawfordsville-ben, és Santa Fében fejezte be, mialatt territoriális kormányzó volt Új-Mexikóban. A Ben Hur egy zsidó nemesember, Judah Ben Hur történetét meséli el, a bosszúról és a megváltásról. Wallace a regény megírása előtt nem járt a Szentföldön, ezért a fővárosi Library of Congress könyvtárában ásta bele magát a környék földrajzába és történetében 1873-ban.  A Harper Brothers kiadó publikálta a könyvet 1880. november 12-én.
A Ben Hur sikere egycsapásra vagyonossá és híressé tette a szerzőt. Először még csak lassan keltek el a példányok, az első hét hónap alatt mindössze 2800 darabot értékesítettek, de azután az olvasók között nagy népszerűségre tett szert az egész világon. 1886-ra évi 11 000 dollárt keresett Wallace-nak jogdíjakból (Ami 2015-ös árakon számolva 290 000 dollárt jelentett), és Wallace családját pénzügyi biztonságba helyezte. 1889-re a Harper Brothers 400 000 példánynál tartott és a könyvet már számtalan más nyelvre fordították le.
1900-ra a regény a 19. század bestsellere lett, felülmúlva Harriet Beecher Stowe művét, a Tamás bátya kunyhóját. A Humanities szerkesztője a legbefolyásosabb keresztény könyvnek ítélte a 19. század folyamán. Mások minden idők legtöbb eladott példányszámú regényének nevezték. a könyv megjelenésének századik évfordulójára, 1980-ban elmondható volt, hogy sohasem hagyták abba teljesen a nyomtatásának munkálatait, valamint színielőadásnak és a mozifilmnek többszörösen adaptálták. Victor Davis Hanson történész amellett érvelt, hogy a Ben Hur szövege Wallace életének egyfajta adaptációja, hiszen a Shiloh-i csata élményeit dolgozza fel, amely szinte derékba törte Wallace reputációját. A könyv főhőse, Judah Ben-Hur véletlenül egy magas rangú romai parancsnok sebesülését okozza, ami miatt őt és családját megpróbáltatásoknak vetik alá és rágalmaknak teszik ki.
Wallace még több más regényt és életrajzot is írt, de a Ben Hur kimagaslik közülük. Wallace jómaga nem így ítélte meg, szerinte az 1893-ban kiadott Indus herceg sikerült a legjobban regényei közül. Szintén megírta Benjamin Harrison elnök életrajzát, aki szintén Indianából származott és Wallace-hoz hasonlóan polgárháborús tábornok volt. Munkái közül az 1898-as The Wooing of Malkatoon című elbeszélő költemény született meg. 1905-ös halála idején Wallace éppen saját önéletrajzán dolgozott. Felesége, Susan fejezte be a művet Mary Hannah Krout segítségével, aki szinténe crawfordsville-i író volt. A könyv halála után, 1906-ban jelent meg.

## Öregkora

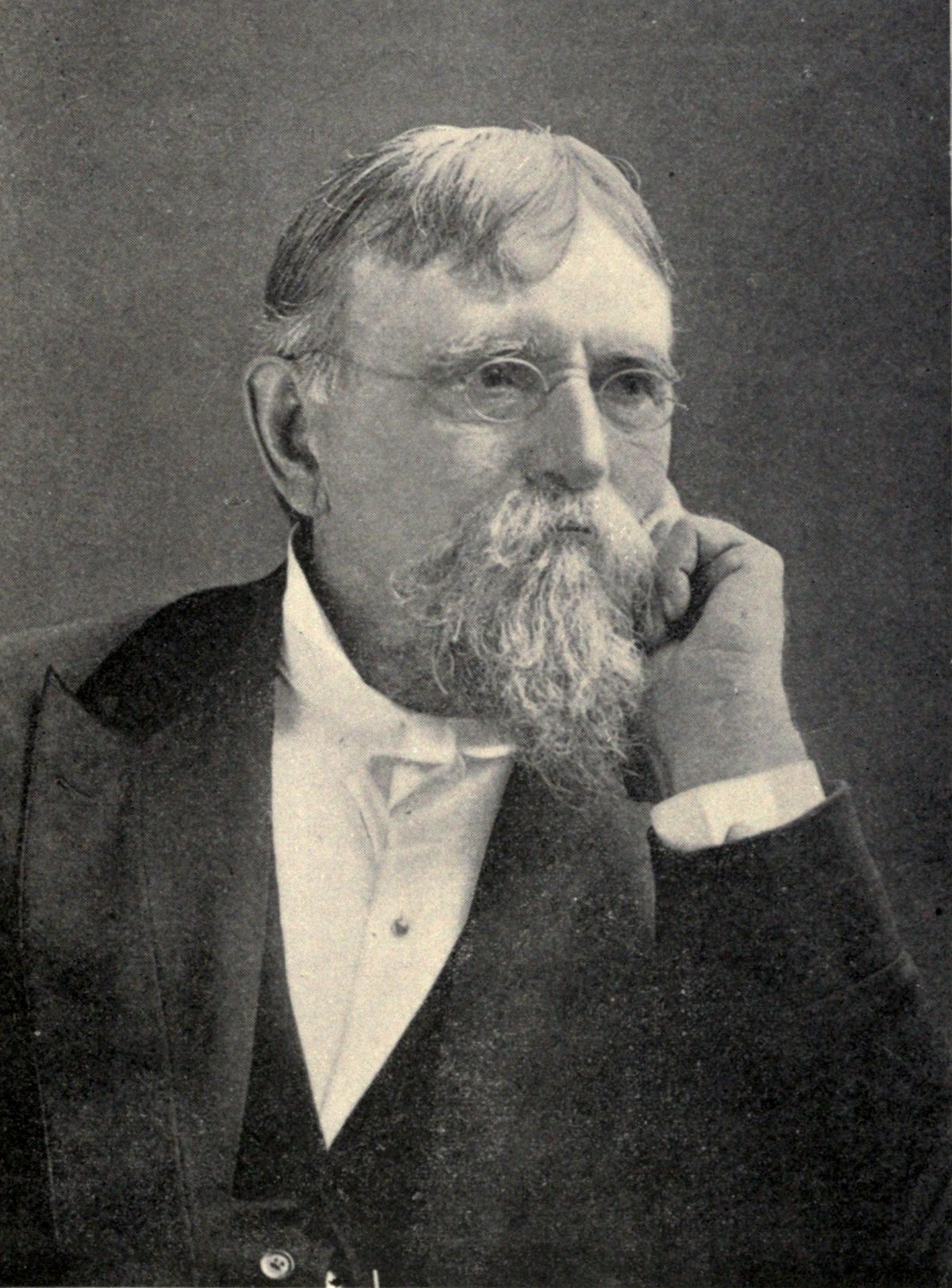
1903-ban készült képe.

Wallace a diplomáciai karrierje vége után számos találmányát szabadalmaztatta, hétemeletes lakóépületet, az úgynevezett Blacherne-t emelt Indianapolisban, és terveket szerkesztett egy magántanulmány számra szűkebb pátriájában, Crawfordsville-ben. Wallace a polgárháborús veteránok csoportjaiban is aktív maradt, például méltató beszédet írt a chickamaugai csatának emléket állító Chickamauga és Chattanooga Katonai Nemzeti Park számára.
Wallace jól felszerelt irói műhelyét használta privát menedékként, és a helyet lelke örömotthonaként emlegette. A Lew Wallace Írói Műhelyt 1895 és 1898 között építették crawfordville-i rezidenciája közelében egy elkerített parkban. A közel másfél hektáros területet 1976-ban Nemzeti Emlékhelynek nyilvánították. A birtok múzeumként működik és a látogatók szabadon megtekinthetik.
A műhely két oldalán Wallace vizesárkot ásatott és feltöltette, hogy akármikor odamegy mindig tudjon horgászni a hátsó verandáról és a bejáróról. Télen gyakran tüzet rakott a földszinti széntüzelésű kemencében és a botokat az ablakból kilógatva horgászott. Ezt a sportot annyira kedvelte, hogy megtervezett és szabadalmaztatott egy speciális utazóbot-felszerelést. Azonban néhány évvel a vizesárok létrehozás után kiderült, hogy az erodálja a műhely alapját is és Wallace ennek tetejében aggódni kezdett, hogy unokái és azok környékbeli barátai a vízbe találnak esni, ezért a vizesárkot felszámolta.[forrás?]
1898. április 5-én, a spanyol–amerikai háború kitörésekor Wallace 71 éves volt, de felajánlotta, hogy hajlandó lenne vezetni a katonákat, ám ezt a hadügyminisztérium elutasította. Ennek ellenére elment a helyi toborzóirodába és megpróbált közlegényként jelentkezni, de korára való tekintettel ismét elutasították.
Wallace-t a Shilohi csata miatti megbélyegzés egész életén át elkísérte. A vita könyvekben, magazinok hasábjain, pamfletekben, beszédekben és privátbeszélgetések formájában élt tovább. Wallace elment a shilohi találkozóra 1894-ben, harminckét évvel a csata után először visszalátogatva a helyszínre. A harmadik hadosztály katonáival együtt emlékeiket követve újrajárták útjukat. 1901-ben egy utolsó alkalommal megint visszatért a csatatérre, ezúttal David W. Reed társaságában, a Shiloh csatatér bizottságának vezető történészével. Mivel memoárja kéziratának befejezése előtt meghalt, ezért nem tudható, hogy abban vajon akart-e foglalkozni a csatában játszott szerepével egy utolsó alkalommal, vagy sem.

## Halála, az utókor véleménye és emlékezete
Wallace-t crawfordsville-i otthonában 1905. február 15-én halt meg atrófiás gasztritisz következtében. Hetvenhét esztendős volt. Crawfordsville-ben, az Oak Hill Cemetery-ben van eltemetve.

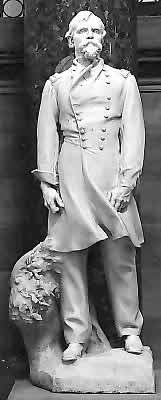
Wallace szobra a Capitoliumban.

Wallace különféle dolgok érdekelték és élete végéig kereste a kalandokat, kitartóan és öntudatosan viszonyulva az emberi léthez. Rendkívül türelmetlen és sértődős volt a személye ellen intézett kritikákkal szemben, különösen a Shiloh-i csata közben hozott döntéseivel kapcsolatban. Legnagyobb sikerét regényíróként aratta, azon belül is a bibliai tárgyú történettel, a Ben Hur megírásával. Jogi, politikai, katonai és diplomáciai tevékenysége emellett elhalványodott.
Wallace halálát követően Indiana állam megbízta Andrew O'Connor szobrászt, hogy örökítse meg márványbó katonai egyenruhában öltözve a kapitóliumi Nemzeti Szoborcsarnok számára. A szobrot 1910. január 11-én leplezték le ünnepélyes keretek között. Wallace az egyetlen regényíró, akiról valaha is kapitóliumi szobor készült és a csarnokban áll. A szobor bronz mását kiállították Wallace kedvelt műhelyének parkjában, Crawfordsville-ben.
A Lew Wallace Középiskola 1926-ban nyitotta meg a kapuit az Indiana állambeli Garyben. 2014. június 3-án a Gary iskolai felügyelőbizottsága 4 a 2 ellenében a Lew Wallace Középiskola bezárásara szavazott.
A Pythias lovagjainak páholyát az Indiana állambeli Franklinben hozták létre. A szabadkőműves páholyt Lewis Wallace tábornok páholyaként is ismert.

## Művei, magyarul
- The fair God, a tale of the conquest of Mexico (1873)
- Ben Hur, a tale of the Christ (1880)
  - Ben-Hur. Regény Krisztusról, 1-2.; fordította: Szekrényi Lajos; fordítói, Szeged, 1894
  - Ben-Hur. Regény Krisztusról, 1-2.; fordította: Szekrényi Lajos; 2., átnézett kiadás; fordítói, Budapest, 1895
  - Ben Hur. Regény Krisztus korából; fordította: Török Jenő; Révai – Salamon Ny., Budapest, 1904
  - Ben-Hur. Regény Krisztus Urunk korából; fordította: Szekrényi Lajos, átdolgozta: Zigány Árpád; Szent István Társulat, Budapest, 1920
  - Ben Hur. Regény; Tolnai, Budapest, 1925 (Tolnai regény-sorozata)
- Ben Hur. Bibliai regény; ford. Galliuf Béla, bevezette: Balássy László; Ecclesia, Budapest, 1972
  - Ben-Hur. Regény Krisztus Urunk korából; fordította: Szekrényi Lajos, átdolgozta: Zigány Árpád, újra átdolgozta: Szeghalmi Elemér; 4. javított kiadás; Szt. István Társulat, Budapest, 1992
  - Carol Wallace: Ben Hur. Egy messiási történet; Lew Wallace alapján, fordította: Kriszt Éva; Immanuel Szószóró, Szombathely, 2016
- Life of Benjamin Harrison (1888)
- The boyhood of Christ (1888)
- The Prince of India vagy Why Constantinople Fell (1894)
  - Az indus herceg. Regény, 1-2.; Tolnai, Budapest, 1928 (Világkönyvtár)
  - Konstantinápoly meghódítása. Regény, 1-2.; Tolnai, Budapest, 1928 (Világkönyvtár)
  - Konstantinápoly meghódítása; Polikrom, Budapest, 1993

Az 1880-as években néhány történeti művel és korrajzzal rendkívüli sikerre tett szert. Ben Hur, a tale of the Christ című művét (1880) lefordították minden művelt nyelvre (magyarra a Szent István Társulat megbízásából Szekrényi Lajos fordította, 2 kötet, Budapest, 1894).